# Biomedicina
Biomedicina je grana medicine koja primenjuje biološke i druge principe prirodnih nauka u kliničkoj praksi.
Biomedicina obuhvata studiranje (pato-)fizioloških procesa metodima biologije, hemije i fizike. Pristupi su u opsegu od razumevanja molekulskih interakcija do istraživananja posledica na in vivo nivou. Ti procesi se studiraju s ciljem nalaženja novih strategija za dijagnozu i terapiju.